# La traïció de les imatges
La traïció de les imatges (en francès: La trahison des images: [la tʁaizɔ̃ dez imaʒ]) és un quadre pintat per l'artista surrealista belga René Magritte entre l'any 1928 i el 1929.

## Descripció
El quadre mostra una pipa. Just sota la pipa, Magritte va pintar "Ceci n'est pas une pipe", "Això no és pas una pipa" en francès
La famosa pipa, me l'han retret tantes vegades! Però és que es pot omplir, la meva pipa? No, oi?, només és una representació. Per tant, si hagués escrit a baix del quadre: “Això és una pipa”, hauria mentit!.

## Context
Magritte va pintar La traïció de les imatges quan tenia 30 anys. Actualment es troba al Museu d'Art del Comtat de Los Angeles.
La seva afirmació es refereix al fet que l'obra en si no és una pipa, sinó simplement la imatge d'una pipa. D'aquí ve la descripció Això no és pas una pipa. El tema de pipes amb el text Ceci n'est pas une pipe s'estén en la seva obra de 1966 Les Deux mystères.
La pintura és de vegades citada com a exemple de metamissatge transportat per parallenguatge. Es pot comparar amb la frase "La paraula no és la cosa" de Korzybski o "El mapa no és el territori".